# Hirsutonuphis macrocerata
Hirsutonuphis macrocerata är en ringmaskart som beskrevs av Paxton 1996. Hirsutonuphis macrocerata ingår i släktet Hirsutonuphis och familjen Onuphidae. Inga underarter finns listade i Catalogue of Life.